# Videojuego de dos jugadores
Un videojuego de dos jugadores es tal como dice, un videojuego diseñado para jugarse por dos jugadores. Esto es distinto a un videojuego multijugador, el cual es jugado por más de dos jugadores, y distinto a un videojuego single-player, en el cual el personaje juega con oponentes no humanos.
En los videojuegos, la forma de interacción de los dos jugadores depende del juego. Existen los videojuegos cooperativos donde los equipos deben ayudarse entre sí, un ejemplo es el videojuego Donkey Kong Country. Dentro de los cooperativos, existe una subclasificación llamada Beat-em-up que indica que el estilo del juego es de pelea o acción donde 1 más jugadores deben golpear o derrotar a N oponentes controlados por el computador, un ejemplo tradicional es el videojuego Final Fight. Otra modalidad son los videojuegos de lucha donde los jugadores deben luchar entre sí, como por ejemplo Mortal Kombat. Por último, existen los juegos donde juegan dos jugadores pero independientemente como el videojuego Super Mario Bros. donde un jugador maneja a Mario y el jugador 2 a Luigi.
En la mayoría de los juegos de dos jugadores, los juegos pueden jugarse en modo single player.
Ejemplos de clásicos videojuegos con modalidad de dos jugadores:
- Final Fight
- Captain Comando
- Darius
- Double Dragon
- Arcade Pool
- Command HQ
- International Karate
- Jungle Hunt
- Rally Speedway